# Neptunia natans
Водяна мімоза (Neptunia natans) — водяна рослина роду нептунія (Neptunia).

## Назви
В англійські мові отримала назву «водяна мімоза». У Франції — «нептунія овочева» (neptunie potegère), у Малайзії має назву «тангкі», «канчхаєт» у Камбоджі, «пхак касеед» у Лаосі, «пхак крахет» у Таїланді, «раунхут» у В'єтнамі.

## Будова
Трав'яна багаторічна водна рослина. Росте на поверхні води, або біля водойм. Стрижневий корінь товстий, задерев'янілий. Стебло довжиною 1,5 метри, зрідка гіллясте, може відокремлюватися від основного кореню, оскільки має додаткове коріння на листкових вузлах. Відділені від кореня рослини, що плавають на поверхні води, мають більші за розміром листки та квіти. Прилистки майже непомітні — 5-15 мм довжиною та 3-5 мм завширшки. Листя парноперистоскладне. Черешок від 2 до 6 см довжини несе на собі менші листки (піни) з листочками по 8-20 пар. Листя швидко згортається, якщо його торкнутися. Суцвіття виростає довжиною 5-20 см з пазухи листка на квітконіжці. Кожна квітконіжка несе до 50 квіток. Квітка має 5 пелюсток. Плоди широкі, довгасті, плоскі, гладкі; стручки до 2,8 см у довжину та 1 см у ширину. У кожному стручку по 4-8 коричневих яйцеподібних сплюснутих насінин.

## Життєвий цикл
Життя водяної мімози пов'язане зі зміною сезонів. Під час сухого сезону, коли мілкі водойми пересихають, рослина часто гине. Розмножується водяна мімоза вегетативно і насінням. Насіння має міцне покриття. Щоб прорости потребує спеціальних температурних умов. У Бхаратпурі (Індія) насіння з'являється в жовтні-листопаді. Воно осідає в мул, коли розкриваються стручки. Після висихання водойми насіння піддається дії добових коливань температури, що запускає процес його дозрівання. Проте насіння не проростає, поки не отримає достатньо вологи у сезон дощів у червні, і водойма не наповниться знову.

## Поширення та середовище існування
Батьківщина водяної мімози невідома. Зустрічається в тропічних країнах Азії, Африки та Центральної Америки. Переважно зустрічається в неглибоких каналах, ставках та болотах. В Австралії занесена в карантинний список у 2006 році як заборонений небезпечний для місцевої флори бур'ян.

## Практичне використання

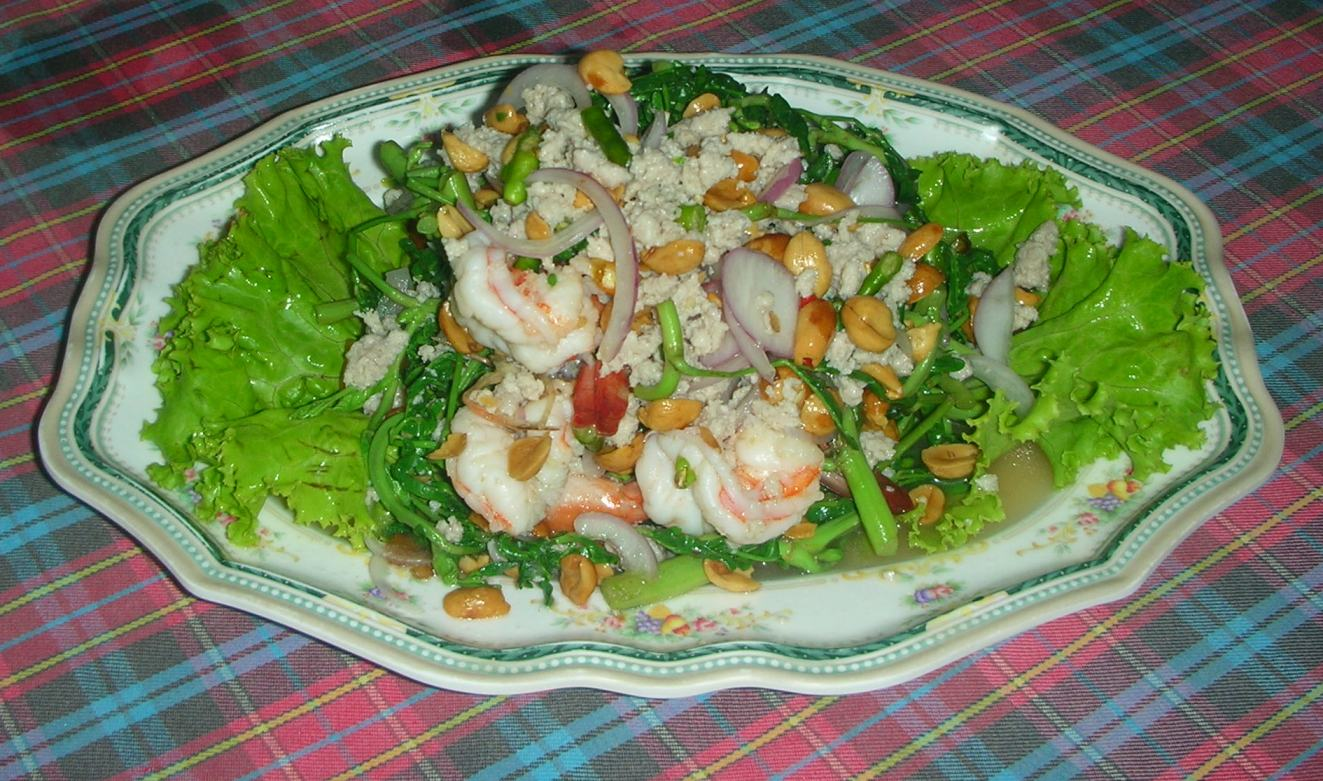
Тайський салат з водяної мімози, «ям пхак крахет»

Водяну мімозу вирощують як сільськогосподарську рослину в країнах Південно-Східної Азії. Особливо популярна в Таїланді. Листя, молоді пагони та молоді стручки можна вживати в сирому вигляді. У Таїланді з мімози водяної роблять салат «ям пхак карахет» та суп «каенг сом».

## Поживність
У листі та молодих пагонах водяної мімози на 100 грам — 44 Ккал, вуглеводнів — 0.8 г, жирів — 0.4 г, білків — 6.4 г. Містить вітаміни: А, B1, B2, C, мінерали: кальцій, залізо, фосфор.